# V355 Весов
V355 Весов (лат. V355 Librae) — одиночная переменная звезда в созвездии Весов на расстоянии (вычисленном из значения параллакса) приблизительно 18417 световых лет (около 5647 парсеков) от Солнца. Видимая звёздная величина звезды — от +14,3m до +12,7m.

## Характеристики
V355 Весов — пульсирующая полуправильная переменная звезда типа SRB (SRB).